# Trolleybus Thun–Beatenbucht
| Der Trolleybus folgte dem rechten Ufer des Thunersees |                        |                                                                      |                  |
| Fahrplanfeld: | 44 (1981/82) 43 (1952) |                                                                      |                  |
| Streckenlänge: | 13.44 km               |                                                                      |                  |
| Stromsystem: | 1100 Volt =            |                                                                      |                  |
| |                        |                                                                      |                  |
| \| \| \| Depot \| \| \| \| 0.000 \| Thun Bf \| Thun Bf \| \| \| \| Thun Lauitor \| \| \| \| 2.530 \| Hünibach \| Hünibach \| \| \| \| Hilterfingen \| \| \| \| \| Oberhofen Dorf \| \| \| \| \| Oberhofen Ryder \| \| \| \| \| Gunten-Sigriswil \| \| \| \| \| Merligen \| \| \| \| 13.440 \| Beatenbucht \| Beatenbucht \| \| \| \| \| \| \| \| \| In dieser Übersicht sind nicht alle Zwischenhaltestellen dargestellt \| \| |                        |                                                                      |                  |
| U-Bahn-Betriebs-/Güterbahnhof Streckenanfang (Strecke außer Betrieb) |                        | Depot                                                                | Depot            |
| U-Bahn-Kopfbahnhof Streckenanfang und quer (Strecke außer Betrieb) · U-Bahn-Abzweig geradeaus, nach rechts und von rechts (Strecke außer Betrieb) | 0.000                  | Thun Bf                                                              | Thun Bf          |
| U-Bahn-Haltepunkt / Haltestelle (Strecke außer Betrieb) |                        | Thun Lauitor                                                         | Thun Lauitor     |
| U-Bahn-Bahnhof (Strecke außer Betrieb) | 2.530                  | Hünibach                                                             | Hünibach         |
| U-Bahn-Haltepunkt / Haltestelle (Strecke außer Betrieb) |                        | Hilterfingen                                                         | Hilterfingen     |
| U-Bahn-Haltepunkt / Haltestelle (Strecke außer Betrieb) |                        | Oberhofen Dorf                                                       | Oberhofen Dorf   |
| U-Bahn-Bahnhof (Strecke außer Betrieb) |                        | Oberhofen Ryder                                                      | Oberhofen Ryder  |
| U-Bahn-Bahnhof (Strecke außer Betrieb) |                        | Gunten-Sigriswil                                                     | Gunten-Sigriswil |
| U-Bahn-Haltepunkt / Haltestelle (Strecke außer Betrieb) |                        | Merligen                                                             | Merligen         |
| U-Bahn-Kopfbahnhof Streckenende (Strecke außer Betrieb) | 13.440                 | Beatenbucht                                                          | Beatenbucht      |
| |                        |                                                                      |                  |
| |                        | In dieser Übersicht sind nicht alle Zwischenhaltestellen dargestellt |                  |

Der Trolleybus Thun–Beatenbucht war eine Trolleybus-Überlandstrecke im Schweizer Kanton Bern. Die 13,44 Kilometer lange Verbindung auf der «Staatsstrasse» (heute Hauptstrasse 221) entlang des Thunersees bestand von 1952 bis 1982 und führte von Thun ausgehend über Hünibach, Hilterfingen, Oberhofen am Thunersee, Gunten, Ralligen und Merligen zur Beatenbucht, die wie die drei vorgenannten Orte zur Gemeinde Sigriswil gehört.
Der Trolleybus löste die 1913 eröffnete Strassenbahn Steffisburg–Thun–Interlaken ab und wurde seinerseits durch Autobusse ersetzt. Der Trolleybusbetrieb gehörte den Verkehrsbetrieben STI, die bis 1958 AG Rechtsufrige Thunerseebahn, Elektrische Bahn Steffisburg-Thun-Interlaken hiessen. Noch heute ist dasselbe Verkehrsunternehmen Konzessionsinhaberin der Autobuslinien zwischen Thun und Beatenbucht.

## Geschichte
Nachdem bereits 1940 die Tramstrecke Beatenbucht–Interlaken auf Autobus umgestellt wurde, folgte am 19. August 1952 die Aufnahme des Trolleybusverkehrs auf dem Mittelabschnitt Bahnhof Thun–Beatenbucht. Die Strassenbahn auf diesem Teilstück war zuvor in drei Schritten eingestellt worden: Merligen–Beatenbucht am 31. Januar 1952, Gunten–Merligen am 6. April 1952 und Thun–Gunten am 10. August 1952. An der Endstation Beatenbucht hatten die Trolleybusse Anschluss zur Thunersee-Beatenberg-Bahn. Alternierend zu den Trolleybussen zur Beatenbucht verkehrten durchgehende Autobuskurse bis Interlaken. Zwischen Thun und Steffisburg fuhr hingegen weiterhin das Tram, ab 1958 dann ebenfalls Autobusse.

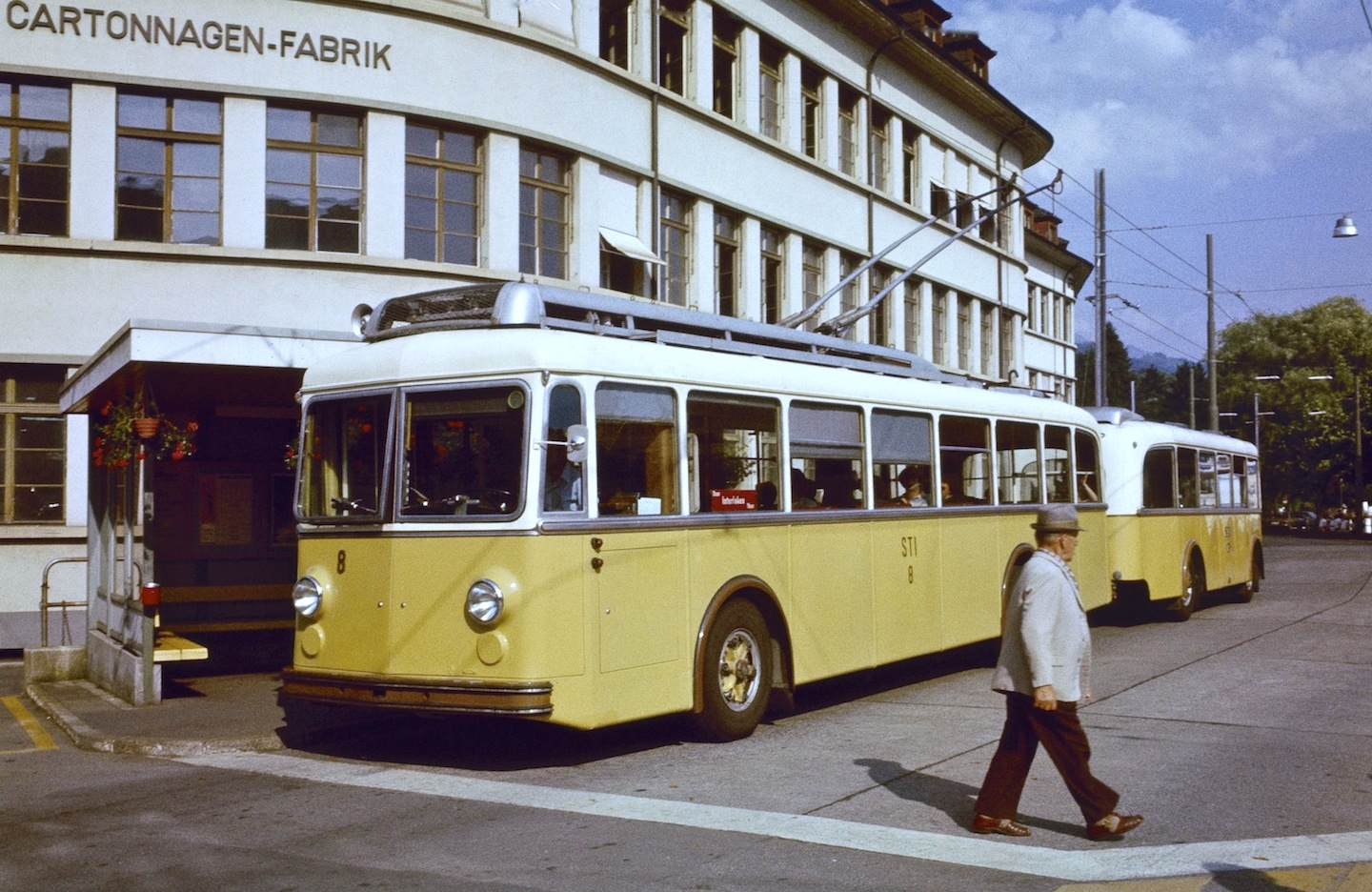
Trolleybus 8 mit Anhänger 23 am Bahnhof Thun, 1979

Eine örtliche Besonderheit war die hohe Fahrspannung von 1100 Volt Gleichstrom, diese übernahm man samt der dazugehörigen Infrastruktur von der Strassenbahn. Aus Sicherheitsgründen besassen die Trolleybusse eine Erdungskralle, welche auf die Strasse abgesenkt wurde, bevor die Türen geöffnet wurden. Die Fahrleitung war durchgehend zweispurig, an beiden Endstellen standen Wendeschleifen zur Verfügung. Ebenso an den Zwischenendstellen Hünibach, Oberhofen Ryder (heute Oberhofen Wichterheer Gut) und Gunten-Sigriswil (heute Gunten Dorf) – wo jeweils einige aus Richtung Thun kommende Verstärkungskurse wendeten. Das Depot befand sich in der Thuner Grabenstrasse im Quartier Schwäbis und war über eine circa 800 Meter lange Betriebsstrecke durch die Altstadt an die eigentliche Route angebunden.
Nachdem zum 22. Februar 1982 bereits der Abschnitt Oberhofen–Beatenbucht auf Autobus umgestellt wurde, endete zum 14. März 1982 mit der Stilllegung des Trolleybusbetriebs zwischen Thun und Oberhofen schliesslich der elektrische Betrieb bei den Verkehrsbetrieben STI. Ursächlich hierfür war das Ende der Lebensdauer der 1952 beschafften Trolleybusse und die damit verbundene Abkehr vom Anhängerbetrieb zugunsten von Gelenkbussen. Erschwerend hinzu kam, dass die serienmässig erhältlichen Trolleybusse damals für eine Fahrspannung von 600 Volt Gleichstrom ausgelegt waren. Die Verkehrsbetriebe STI hätten also alternativ eine Kleinserie für 1100 Volt beschaffen oder die Stromversorgung auf 600 Volt umstellen müssen. Heute verkehrt auf der Strecke die Autobuslinie 21 Bahnhof Thun–Interlaken, zwischen Thun und Gunten zusätzlich die Linie 25 nach Sigriswil. Im Gegensatz dazu führten die Trolleybusse keine Liniennummer, stattdessen wurde der befahrene Abschnitt mittels Schildern in den seitlichen Fenstern signalisiert, wobei jede Relation ihre eigene Linienfarbe hatte:
- Thun–Oberhofen Dorf: grün
- Thun–Beatenbucht ohne Autobusanschluss nach Interlaken: gelb
- Thun–Beatenbucht mit Autobusanschluss nach Interlaken: rot

Die als Ersatz für die Trolleybusse beschafften Saurer-Autobusse verwendeten dasselbe Farbsystem ohne Liniennummer, wobei die befahrene Strecke über Rollbandanzeigen signalisiert wurde. Die Farbsignalisierung wie beim Trolleybus blieb sogar bis zur Ausmusterung der Mercedes-Benz O 405 G im Jahr 2006 erhalten, wobei diese auch die Liniennummer führten.

## Fahrzeuge

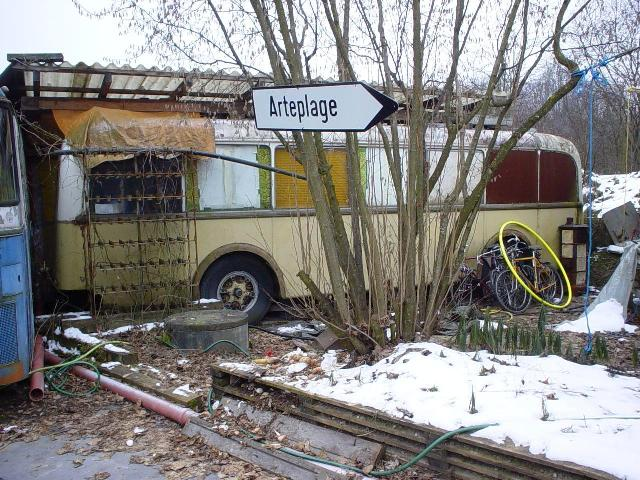
Der ehemalige Trolleybusanhänger Nummer 23, hier 2003 im Zaffaraya

Dem Trolleybus Thun–Beatenbucht standen zusammen neun zweiachsige Motorwagen zur Verfügung. Sie trugen die Betriebsnummern 1 bis 9 und stammten von Berna, Ramseier & Jenzer beziehungsweise Gangloff, die elektrische Ausrüstung lieferte SAAS zu. Die Fahrzeuge besassen eine Batterienotfahrt, die es ihnen ermöglichte, kurze Strecken ohne Stromzufuhr zu überbrücken. Die Stromabnehmer konnten vom Führerstand aus automatisch gesenkt werden. Die Trolleybusse verfügten anfänglich über 40 Sitz- und 33 Stehplätze. Im Jahr 1968 änderte man bei allen Fahrzeugen die Türanordnung, indem man in der Wagenmitte einen zusätzlichen Einstieg einrichtete und im Gegenzug den am Wagenende vorhandenen Doppeleinstieg zu einem einfachen Einstieg umbaute. Die entfernte linke Hälfte des Doppeleinstiegs am Heck diente anfänglich als Zugang zum Raucherabteil, dessen Trennwand aber schon zwischen 1964 und 1968 entfernt wurde. Nach dem Umbau besassen die Fahrzeuge 33 Sitz- und 50 Stehplätze.
Ergänzt wurden die Motorwagen um fünf zweiachsige Personenanhänger mit den Nummern 21 bis 25, zwei ebenfalls zweiachsige Postanhänger mit den Nummern 71 und 72 und mehrere einachsige Gepäckanhänger, die bereits ab 1940 hinter Tramwagen eingesetzt wurden. Die Postanhänger befanden sich dabei im Eigentum der PTT und waren mit P-Nummern 31509 und 31510 sowie in die Aussenwand integrierten rollenden Briefkästen versehen. Die Personenanhänger verkehrten auf der Strecke nach Interlaken auch hinter Autobussen, Wagen 21 war schon 1949 dafür beschafft worden. Nach Einstellung des Trolleybusbetriebes wurden die Postanhänger noch bis zum Fahrplanwechsel am 22. Mai 1982 hinter Autobussen ab Thun eingesetzt.
Von den Fahrzeugen blieben die Trolleybusse 1 und 7 sowie die Anhänger 23 und 71 erhalten. Sie gehören dem Tramverein Bern, welcher plant Wagen 1 als betriebsfähiges historisches Fahrzeug herzurichten. Wagen 7 dient dabei als Ersatzteilspender. Der Postanhänger 71 ist heute im Museum für Kommunikation Bern ausgestellt.